# Йохана Мкомола
Йохана Оскар Мкомола (нар. 18 квітня 2000, Сонгеа, Танзанія) — танзанійський футболіст, нападник полтавської «Ворскли», виступає на правах оренди за «Гірник-Спорт».

## Клубна кар'єра
Народився в танзанійському місті Сонгеа. В юному віці виїхав за кордон, підписавши контракт з грандом туніського футболу — «Етуаль дю Сахель». У команді відіграв один сезон. Напередодні старту сезону 2017/18 років повернувся на батьківщину, де став гравцем клубу «Янг Афріканс». У 2018 році провів два поєдинки за «Янг Афріканс» у Кубку конфедерації КАФ (проти «УСМ Алжир» та «Гор Махія»). У сезоні 2018/19 років разом з командою став срібним призером Прем'єр-ліги Танзанії.
Влітку 2019 року прибув на перегляд до «Ворскли», а на початку вересня підписав з клубом контракт. Дебютував за «молодіжку» полтавчан 13 вересня 2019 року в переможному (4:1) виїзному поєдинку 7-го туру молодіжної Прем'єр-ліги проти львівських «Карпат». Йохана вийшов на поле на 64-й хвилині, замінивши Дмитра Кравченка
.
У червні 2020 року на офіційному сайті «Інгульця» з'явилися інформація про підписання контракту з Йоханом Мкомолою. Дебютуваа за «Інгулець» у матчі Першої ліги проти «Миная» (1:1), легіонер з Танзанії вийшов на поле у другому таймі. Перший гол, а точніше відразу дубль, оформив у матчі проти ФК «Кремінь». Дебютував в українській Прем'єр-лізі 23 серпня 2020 року в матчі проти «Дніпра-1», вийшовши на заміну у другому таймі на 73-ій хвилині замість Олександра Козака.

## Кар'єра в збірній
У футболці національної збірної Танзанії дебютував 9 грудня 2017 року в програному (2:1) поєдинку групи А кубку КЕСАФА проти збірної Руанди. Мкомола вийшов на поле на 75-й хвилині, замінивши Яхію Зайді Омарі. На цьому турнірі зіграв 2 поєдинки.

## Досягнення
- Прем'єр-ліга Танзанії
  -  Срібний призер (1): 2018/19
- Перша ліга України
  -  Бронзовий призер (1): 2019/20